# Formule de Brioschi
 (août 2008).
Si vous disposez d'ouvrages ou d'articles de référence ou si vous connaissez des sites web de qualité traitant du thème abordé ici, merci de compléter l'article en donnant les références utiles à sa vérifiabilité et en les liant à la section « Notes et références ».
La formule de Brioschi développée par le mathématicien Francesco Brioschi donne la courbure de Gauss d'une surface uniquement à partir de la première forme fondamentale de cette surface, ou plus généralement donne la courbure d'une variété riemannienne de dimension 2 uniquement à partir de la métrique locale de cette variété.

## Signification géométrique de la première forme fondamentale
Soit {\displaystyle (u,v)} des coordonnées locales au voisinage d'un point {\displaystyle M} d'une surface {\displaystyle \Sigma }. 
Le vecteur {\displaystyle \Delta M} entre {\displaystyle M(u,v)} et un point voisin {\displaystyle M(u+du,v+dv)} a pour développement limité au premier ordre (formule de Taylor) :
{\displaystyle \ \Delta M=M_{u}\,du+M_{v}\,dv+o(du,dv)}
formule dans laquelle {\displaystyle M_{\alpha }^{}} désigne la dérivée partielle {\displaystyle {\frac {\partial M}{\partial \alpha }}}.
L'indépendance linéaire des vecteurs {\displaystyle M_{u}} et {\displaystyle M_{v}} est une propriété invariante par changement de carte, c'est donc une propriété géométrique. D'un point où cette indépendance se vérifie, on dit que c'est un point régulier.
En un point régulier, toute équation {\displaystyle f} du plan {\displaystyle M+{\text{Vect}}(M_{u},M_{v})} vérifie {\displaystyle f(M+\Delta M)=o(du,dv)} ce qui montre que ce plan vérifie la définition du plan tangent en {\displaystyle M} à {\displaystyle \Sigma }.
Dans toute la suite, on se restreint au voisinage d'un point régulier.
Pour obtenir un développement limité de {\displaystyle \Delta M^{2}}, on utilise les produits scalaires :
{\displaystyle \Delta M^{2}=M_{u}^{2}\,du^{2}+2M_{u}M_{v}\,du\,dv+M_{v}^{2}\,dv^{2}+o(du^{2}+dv^{2})}
On définit donc la première forme fondamentale {\displaystyle I} ou {\displaystyle {ds}^{2}} comme la forme quadratique différentielle :
{\displaystyle I={ds}^{2}=M_{u}^{2}\,du^{2}+2M_{u}M_{v}\,du\,dv+M_{v}^{2}\,dv^{2}}
On note traditionnellement d'après Gauss 
{\displaystyle E=M_{u}^{2},\ F=M_{u}^{}M_{v}} et {\displaystyle G=M_{v}^{2}}.
Cette forme donne l'approximation à l'ordre 2 du carré de la distance entre deux points voisins ou permet de calculer le produit scalaire de vecteurs du plan tangent et leur norme. Dans cette forme, le vecteur {\displaystyle (du,dv)} représente la variation des paramètres faisant passer d'un point à un autre.
Par exemple, en navigation sur la sphère terrestre, ce sera la variation de longitude et de latitude. Ce choix de coordonnées implique {\displaystyle F=0}, car méridien et parallèle sont orthogonaux, et G=Constante car la longueur d'un arc de méridien est constante. D'ailleurs, le choix de la minute comme unité de latitude et de la valeur {\displaystyle G=1} définit le mille nautique comme unité de longueur. Par contre, E est variable, car la longueur d'un arc de parallèle dépend de la latitude. L'utilisateur d'une carte marine doit donc veiller tout spécialement à la valeur de E qui est donnée dans les marges haute et basse de la carte. 
Si l'on change de carte, on obtiendra une autre expression de {\displaystyle I}, mais pour un couple de points donnés le calcul avec n'importe quelle carte donne le même résultat.
Le discriminant de {\displaystyle I} peut s'exprimer avec un déterminant de Gram :
{\displaystyle \det I=\left|{\begin{array}{cc}M_{u}^{2}&M_{u}M_{v}\\M_{u}M_{v}&M_{v}^{2}\end{array}}\right|=(\det(M_{u},M_{v}))^{2}>0}

## Signification géométrique de la deuxième forme fondamentale
Si l'on fait un développement limité, à l'ordre 2 cette fois, de {\displaystyle \Delta M}, on obtient par la formule de Taylor:
{\displaystyle \Delta M=M_{u}\,du+M_{v}\,dv+{\frac {1}{2}}(M_{uu}\,du^{2}+2M_{uv}\,du\,dv+M_{vv}\,dv^{2})+{\text{o}}(du^{2}+dv^{2})}
Mais, si dans cette formule, la partie linéaire est invariante par changement de carte, ce n'est pas le cas de la partie quadratique, car la dérivation deux fois d'une fonction composée comme {\displaystyle M\circ f} ajoute un terme {\displaystyle M'\circ f\times f'^{2}}. 
L'invariance n'a donc lieu qu'à un vecteur tangent près. 
Cette invariance modulo le plan tangent met en évidence le caractère géométrique de la distance algébrique au plan tangent.
Or justement, la seconde forme fondamentale calcule le double de l'approximation à l'ordre deux de la distance algébrique entre un point voisin de {\displaystyle M} et le plan tangent en {\displaystyle M} à {\displaystyle \Sigma }.
Si {\displaystyle \delta } est la forme linéaire calculant la distance à ce plan tangent, on a donc
{\displaystyle II=\delta (M_{uu}^{})\,du^{2}+2\delta (M_{uv})\,du\,dv+\delta (M_{vv})\,dv^{2}}
ce qui se note traditionnellement, comme le fit Gauss, 
{\displaystyle II=L\,du_{}^{2}+2M\,du\,dv+N\,dv^{2}}
Le quotient {\displaystyle {\frac {II}{I}}}, puisque c'est le quotient de deux formes quadratiques, ne dépend que de la direction du vecteur (du, dv).
C'est la courbure dans la direction (du, dv). 
Il résulte des définitions ci-dessus que la courbure en un point d'une surface selon une direction est la courbure en ce point de toute courbe tracée sur la surface, passant par ce point et pour lequel la tangente a la direction donnée et le plan osculateur contient la normale à la surface.

## Démonstration de la formule de Brioschi
La courbure de Gauss de la surface est donnée par la quantité {\displaystyle K={\frac {\det II}{\det I}}}. A priori, elle fait intervenir les coefficients des deux formes fondamentales, mais la formule de Brioschi en donne une expression utilisant uniquement les coefficients E, F et G de la première forme fondamentale, ainsi que leurs dérivées :
{\displaystyle K={\frac {\det II}{\det I}}={\frac {\left|{\begin{array}{ccc}-{\frac {1}{2}}E_{vv}+F_{uv}-{\frac {1}{2}}G_{uu}&{\frac {1}{2}}E_{u}&F_{u}-{\frac {1}{2}}E_{v}\\F_{v}-{\frac {1}{2}}G_{u}&E&F\\{\frac {1}{2}}G_{v}&F&G\end{array}}\right|-\left|{\begin{array}{ccc}0&{\frac {1}{2}}E_{v}&{\frac {1}{2}}G_{u}\\{\frac {1}{2}}E_{v}&E&F\\{\frac {1}{2}}G_{u}&F&G\end{array}}\right|}{\left(EG-F^{2}\right)^{2}}}}
Cette formule donne une illustration possible du theorema egregium.

## Cas de la sphère
On utilise pour coordonnées locales la longitude et la latitude {\displaystyle (\theta ,\varphi )}.
Le rayon de la sphère est R.
À la latitude {\displaystyle \varphi }, le parallèle a pour rayon {\displaystyle R\cos \varphi }.
Donc un chemin suivant ce parallèle, depuis le point {\displaystyle (\theta ,\varphi )} 
jusqu'au point {\displaystyle (\theta +d\theta ,\varphi )} a pour longueur 
{\displaystyle R\cos \varphi \,d\theta }. 
On a donc {\displaystyle E=R^{2}\cos ^{2}\varphi }.
Un chemin suivant le méridien, depuis le point {\displaystyle (\theta ,\varphi )} 
jusqu'au point {\displaystyle (\theta ,\varphi +d\varphi )} a pour longueur 
{\displaystyle R\,d\varphi }. 
On a donc {\displaystyle G=R^{2}}.
Puisque {\displaystyle F=0}, on en déduit {\displaystyle \det I=EG=R^{4}\cos ^{2}\varphi }.
Il n'y a que deux dérivées à calculer, {\displaystyle E_{\varphi }=-2R^{2}\cos \varphi \sin \varphi }
et {\displaystyle E_{\varphi \varphi }=2R^{2}(\sin ^{2}\varphi -\cos ^{2}\varphi )} et par conséquent
{\displaystyle D_{1}=\left|{\begin{array}{ccc}-{\frac {1}{2}}E_{\varphi \varphi }&.&.\\0&E&0\\0&0&G\end{array}}\right|=-{\frac {1}{2}}E_{\varphi \varphi }\,E\,G=R^{2}(\cos ^{2}\varphi -\sin ^{2}\varphi )\det I}
et
{\displaystyle D_{2}=\left|{\begin{array}{ccc}0&{\frac {1}{2}}E_{\varphi }&0\\{\frac {1}{2}}E_{\varphi }&.&.\\0&0&G\end{array}}\right|=-{\frac {1}{4}}E_{\varphi }^{2}\,G=-R^{6}(\cos ^{2}\varphi \sin ^{2}\varphi )=-R^{2}\sin ^{2}\varphi \,\det I}
d'où {\displaystyle D_{1}-D_{2}=R^{2}\cos ^{2}\varphi \,\det I={\frac {\det ^{2}I}{R^{2}}}} et donc 
{\displaystyle K={\frac {D_{1}-D_{2}}{\det ^{2}I}}={\frac {1}{R^{2}}}}.

## La terre est ronde, la preuve par les cartes marines
Des mathématiciens vivant sur une autre planète et n'ayant aucune possibilité d'observer la Terre, ont obtenu un jeu de cartes marines couvrant une région du globe terrestre. Ce jeu leur suffit pour démontrer que cette région est une partie de sphère :
Les cartes utilisent longitude et latitude et les échelles sont indiquées dans les quatre marges. Elles sont valables sur le bord correspondant de la carte.
Dans les marges gauche et droite les deux échelles sont les mêmes, donc {\displaystyle G_{\theta }=0}.
À l'aide d'une seconde carte couvrant la région au-dessus de la première, on observe que l'échelle des longitudes est encore la même que sur celle située au-dessous. Donc {\displaystyle G_{\varphi }=0} et G est constante.
Par contre, les échelles des marges haute et basse sont différentes. Le calcul de cette différence donne la valeur de {\displaystyle E_{\varphi }}. Sur les deux cartes ci-dessus, on calcule la différence des différences et on obtient {\displaystyle E_{\varphi \varphi }}.
Les lignes {\displaystyle \theta } = Cste et {\displaystyle \varphi } = Cste sont orthogonales, donc F = 0.
Comme on vient de le voir, cela suffit à calculer la courbure aux points situés à la limite des deux cartes. En recommençant le calcul avec d'autres paires de cartes, les extra-terrestres trouvent toujours la même courbure, positive. D'après le théorème de Liebmann (1900), ils peuvent en déduire que la région couverte par le jeu de cartes est une partie de sphère.

## Sphère en fil de fer
Le raisonnement ci-dessus donne le mode de construction d'une sphère en fil de fer.